# José Antonio Portuondo
José Antonio Portuondo Valdor (Santiago de Cuba, 10 de noviembre de 1911-La Habana, 18 de marzo de 1996) fue un crítico, ensayista e historiador literario cubano. El Instituto de Literatura y Lingüística de Cuba lleva su nombre en su honor.

## Biografía
Hizo estudios elementales y medios en el colegio de los jesuitas de Santiago y en 1929 empezó Derecho en la Universidad de La Habana, pero la dictadura de Gerardo Machado la cerró y se vio obligado a interrupirlos; luchó activamente contra este régimen en el Ala Izquierda Estudiantil en Santiago de Cuba y publicó sus primeros poemas y artículos en La Salle, Diario de Cuba y Orto. 
Reanudó sus estudios en 1934, pero en 1936 cambió su matrícula a la Facultad de Filosofía y Letras. Coeditó en 1936 las revistas Polémica y Mediodía, esta última vinculada al Partido Comunista Cubano, y dirigió el programa radiofónico Instituto Popular del Aire; en 1937 fundó y dirigió el semanario Baraguá. Se doctoró en 1941 en Filosofía y Letras en la Universidad de La Habana con su tesis Concepto de la poesía, que imprimió en 1945.
Trabajó como profesor de segunda enseñanza en la capital y en 1944 estuvo entre los editores de la revista Gaceta del Caribe del Partido Socialista Popular. Ese año obtuvo una beca de El Colegio de México y allí estuvo hasta 1946 investigando sobre Teoría Literaria bajo la tutela de Alfonso Reyes. Aprovechó para colaborar en la prensa, particularmente en La Voz de México, periódico de los comunistas mexicanos, e imprimió la antología Cuentos cubanos contemporáneos (México, 1946).
Entre 1946 y 1953 fue profesor invitado en las universidades norteamericanas de Nuevo México (1946-47), Wisconsin (1947-48), Columbia, de Nueva York (1950-52) y Pennsylvania State (1952-53). Dictó además cursos de verano en las universidades de California en Los Ángeles, Duke y Wisconsin y asistió a los Congresos del Instituto Internacional de Literatura Iberoamericana de 1949, 1951 y 1953. Entre 1949 y 1950 realizó estudios de historia de la crítica literaria hispanoamericana con una beca de la Fundación Guggenheim.
En 1953 se estableció en Cuba y enseñó en la Universidad de Oriente (Santiago de Cuba), pero su ideología comunista le causó algunos problemas; en 1956 participó en el III Congreso Internacional de Estética (Venecia) y en 1958 se refugió en Venezuela como profesor de la Universidad de los Andes, colaborando en numerosas revistas especializadas y periódicos.
Tras el triunfo de la Revolución cubana de 1959 se comprometió absolutamente con el gobierno castrista y volvió a la Universidad de Oriente; en 1960 fue designado Embajador de Cuba en México hasta 1962, participando en numerosos actos políticos y culturales. En el primer Congreso de la Unión de Escritores y Artistas de Cuba fue elegido vicepresidente del mismo y recopiló y prologó El pensamiento vivo de Maceo. En 1962 fue nombrado rector de la Universidad de Oriente, viajando mucho a diversos actos políticos y culturales. En 1965 fue nombrado Director del recién creado Instituto de Literatura y Lingüística en La Habana, en cuya Universidad ocupó además el cargo de profesor de Estética, Teoría Literaria y Literatura Cubana. Participó en numerosos debates y polémicas sobre el realismo, la libertad de creación y la vigencia del surrealismo, principalmente.
Entre los años 1970 y 1975 dirigió el Anuario L/L del Instituto de Literatura y Lingüística. En 1975 fue designado Embajador de Cuba ante la Santa Sede hasta 1982; en Italia ofreció algunas conferencias en las universidades de Roma, Venecia, Nápoles y Sassari, Cerdeña, y en el Instituto Italoamericano de Roma. Integró el Consejo de Dirección del Centro de Estudios Martianos desde su fundación en 1977. En 1981 la Universidad de La Habana le concedió el doctorado en ciencias filológicas. En 1986 obtuvo el Premio Nacional de Literatura, en cuyo jurado más de una vez participó otras veces. Sus ensayos y artículos han sido traducidos a los idiomas francés, inglés, ruso, chino, alemán, eslovaco y rumano, entre otros. Desde 1982 hasta su muerte dirigió el Instituto de Literatura y Lingüística y su Anuario L/L.
Su obra estudia principalmente cuestiones de poética y estética, de literatura social y de historia de la literatura cubana desde un punto de vista marxista-leninista; especialmente se aplica a escritores como José Martí, Antonio Maceo o Julián del Casal. Sus libros más importantes son El contenido social de la literatura cubana (1944), Concepto de la poesía (1945), José Martí, crítico literario (1953), El heroísmo intelectual (1955), La historia y las generaciones (1958), La Aurora y los comienzos de la prensa y de la Organización Obrera en Cuba (1961), Estética y revolución (1963), Crítica de la época y otros ensayos (1965) Astrolabio (1973), La emancipación literaria de Hispanoamérica (1975), Orden del día (1979), Capítulos de literatura cubana (1981), Martí, escritor revolucionario (1982), Crisol de España (1986) y Ensayos de estética y de teoría literaria (1988).

## Obras
- Angustia y evasión de Julián del Casal, 1937.
- Proceso de la cultura cubana (Esquema para un ensayo de interpretación), 1938.
- El contenido social de la literatura cubana, Méx., 1944.
- Concepto de la poesía, Méx., 1945.
- En torno a la novela detectivesca, 1947.
- José Martí, crítico literario, EEUU, 1953.
- El heroísmo intelectual, Méx., 1955.
- La historia y las generaciones, 1958.
- Bosquejo histórico de las letras cubanas, 1960.
- El pensamiento vivo de Maceo, 1960.
- La Aurora y los comienzos de la prensa y de la Organización Obrera en Cuba, 1961.
- Estética y revolución, 1963.
- Crítica de la época y otros ensayos, 1965.
- El contenido político y social de las obras de José Antonio Ramos, 1969.
- Astrolabio, 1973.
- La emancipación literaria de Hispanoamérica, 1975.
- Itinerario estético de la Revolución Cubana, 1979.
- Orden del día, 1979.
- Capítulos de literatura cubana, 1981.
- Martí, escritor revolucionario, 1982.
- Crisol de España, 1986.
- Ensayos de estética y de teoría literaria, 1988.